# Allochthonius pandus
Espèce
Allochthonius pandus est une espèce de pseudoscorpions de la famille des Pseudotyrannochthoniidae.

## Distribution
Cette espèce est endémique du Guizhou en Chine. Elle se rencontre dans le xian de Xishui dans la grotte Daozuo.

## Description

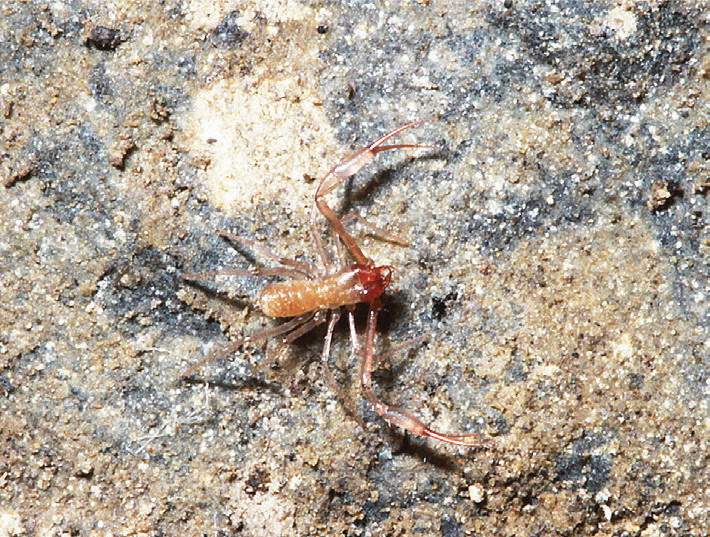
Allochthonius pandus ♂

Les mâles mesurent de 1,97 à 2,23 mm et la femelle 1,16 mm.

## Systématique et taxinomie
Cette espèce a été décrite par Gao, Hou et Zhang en 2023.

## Publication originale
- Gao, Hou & Zhang, 2023 : « Four new species of cave-adapted pseudoscorpions (Pseudoscorpiones, Pseudotyrannochthoniidae) from Guizhou, China. » ZooKeys, vol. 1139, p. 33–69 (texte intégral).